# Madge Evans
Pour les articles homonymes, voir Evans.
Margherita Evans, dite Madge Evans, est une actrice américaine, née le 1er juillet 1909 à New York et morte d'un cancer le 26 avril 1981 à Oakland (New Jersey).

## Biographie
Madge Evans débute enfant au cinéma, en 1914 (à cinq ans), participant à quarante films muets américains, le dernier en 1924 (à quinze ans). Puis, après quatre courts métrages parlants en 1930, elle intègre la Metro-Goldwyn-Mayer et tourne son premier film pour cette compagnie en 1931 (Le Fils du radjah, avec Ramon Novarro). En tout, elle contribue à quarante-quatre films parlants, majoritairement américains (sauf un film britannique en 1935), les deux derniers sortis en 1938. Deux de ses films les plus connus sont Les Invités de huit heures en 1933 (avec notamment John Barrymore) et la version de David Copperfield (rôle d’Agnès) sortie en 1935.
Au théâtre, elle débute à Broadway en 1926 (à dix-sept ans), collaborant à six pièces. La dernière, créée en 1943, The Patriots (en), est due au dramaturge Sidney Kingsley (en) (1906-1995), qu'elle avait épousé en 1939 (à la suite de ce mariage, elle renonça au cinéma) et qui restera veuf à la mort de l'actrice en 1981.
De 1949 à 1956, elle réapparaît toutefois à la télévision, avec treize séries, la plupart consacrées au théâtre.
Pour sa contribution au cinéma, une étoile lui est dédiée sur le Walk of Fame d'Hollywood Boulevard.

## Filmographie partielle

### Cinéma
- 1914 : Shore Acres de Jack Pratt : Mildred
- 1914 : The Sign of the Cross de Frederick A. Thomson : La petite chrétienne dans l'arène
- 1915 : The Master Hand d'Harley Knoles : Jean
- 1915 : The Seven Sisters de Sidney Olcott : Clara
- 1915 : Alias Jimmy Valentine de Maurice Tourneur : L'enfant enfermée dans le coffre-fort
- 1915 : From the Valley of the Missing de Frank Powell : Une enfant
- 1915 : Zaza d'Hugh Ford et d'Edwin S. Porter : Une enfant
- 1916 : The Devil's Toy d'Harley Knoles : Betty
- 1915 : The Little Church Around the Corner : Une enfant
- 1916 : Sudden Riches d'Émile Chautard : Petite Emily
- 1916 : Husband and Wife de Barry O'Neil : Bessie
- 1916 : The Revolt de Barry O'Neil : Nannie Stevens
- 1916 : The Hidden Scar de Barry O'Neil : Dot
- 1916 : Seventeen de Robert G. Vignola : Jane Baxter
- 1916 : The New South de Robert Thornby : Georgia Gwynne
- 1917 : Maternity de John B. O'Brien : Constance
- 1917 : Beloved Adventuress de William A. Brady, George Cowl et Edmund Lawrence : Francin
- 1917 : The Little Duchess d'Harley Knoles : Geraldine Carmichael
- 1917 : The Web of Desire d'Émile Chautard : Marjorie
- 1917 : The Burglar d'Harley Knoles : Editha
- 1917 : The Corner Grocer de George Cowl : Mary Brian
- 1917 : Adventures Of Carol de Harley Knoles : Carol Montgomery
- 1917 : The Little Patriot de William Bertram
- 1918 : True Blue de Frank Lloyd : Ruth
- 1918 : Vengeance de Travers Vale : Nan jeune
- 1918 : The Golden Wall de Dell Henderson : Madge Walthrop
- 1918 : Paternité (Wanted: A Mother) d'Harley Knoles : Eileen Homer
- 1918 : The Gates of Gladness d'Harley Knoles : Beth Leeds
- 1918 : Stolen Orders de George Kelson et Harley Knoles : Ruth Le Page
- 1918 : Neighbors de Frank Hall Crane : Clarissa Leigh
- 1918 : Heredity de William P. S. Earle : Nedda Trevor
- 1918 : The Power and the Glory de Lawrence C. Windom : Deanie Considine
- 1919 : The Love Defender de Tefft Johnson : Dolly Meredith
- 1919 : The Love Net de Tefft Johnson : Patty Barnes
- 1919 : Le secret de Venus (Three Green Eyes) de Dell Henderson : Une enfant
- 1919 : Home Wanted de Tefft Johnson : Madge Dow
- 1920 : Heidi de Frederick A. Thomson : Heidi
- 1921 : Neighbor Nelly de Frederick A. Thomson
- 1921 : The Little Match Girl (Court-métrage) de Robert Olsson
- 1923 : La flotte qui monte (On the Banks of the Wabash) de James Stuart Blackton : Lisbeth
- 1924 : Classmates de John Stuart Robertson ; Sylvia
- 1930 : Many Happy Returns d'Arthur Hurley (Court-métrage) : La fille
- 1930 : The Bard of Broadway de Roy Mack (Court-métrage) : Une étudiante
- 1930 : Envy d'Arthur Hurley (Court-métrage) : Helen
- 1931 : Le Fils du radjah (Son of India) de Jacques Feyder : Janice
- 1931 : Pur-sang (Sporting Blood) de Charles Brabin : Miss Ruby
- 1931 : Guilty Hands de W. S. Van Dyke : Barbara Grant
- 1931 : Heartbreak d'Alfred L. Werker : Comtesse Virma Walden
- 1931 : West of Broadway de Harry Beaumont : Anne

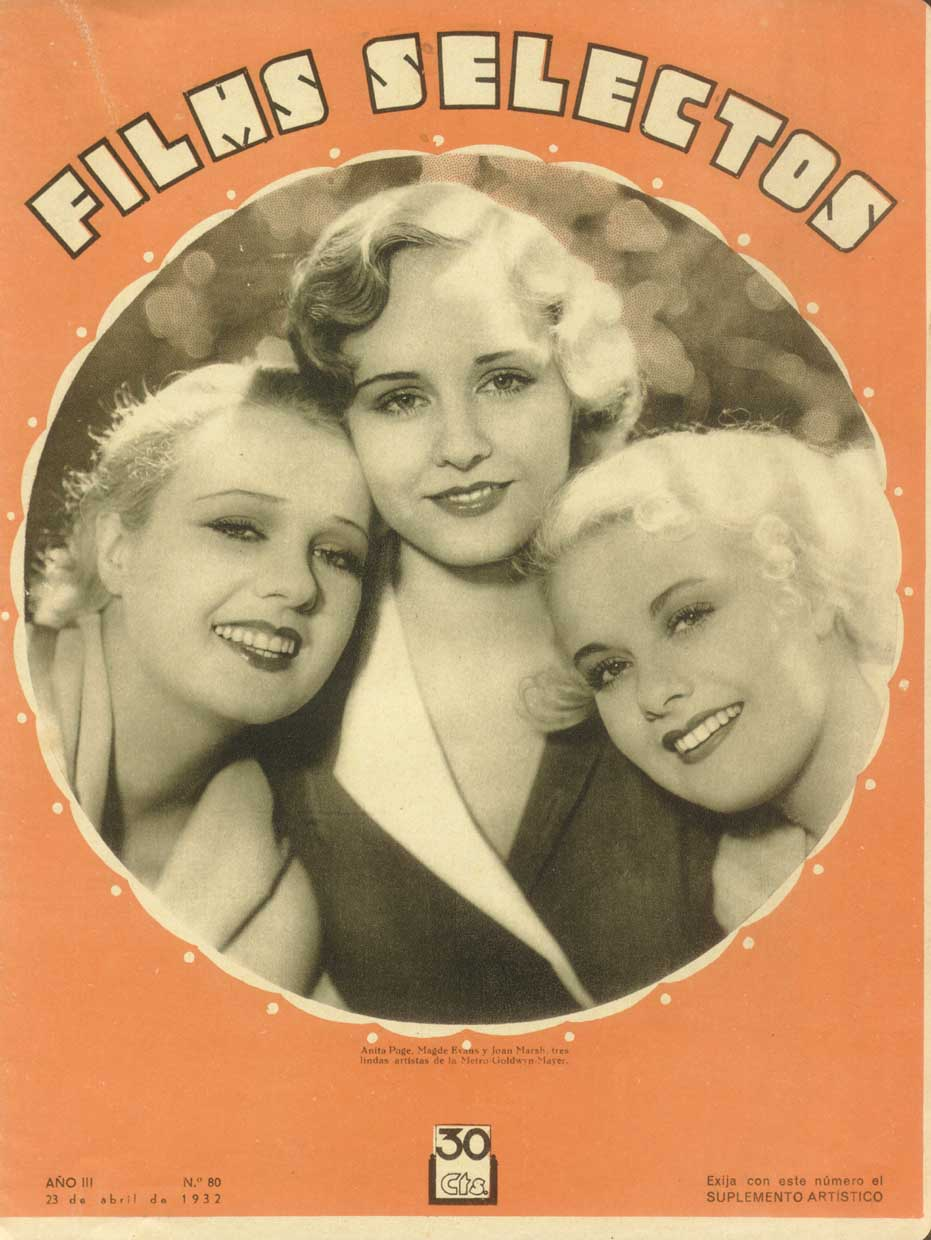
De gauche à droite : Anita Page, Madge Evans et Joan Marsh, photographiées en 1932

- 1932 : Courage (en) de Robert Z. Leonard : Mary Blayne
- 1932 : Les Grecs avaient un nom pour elles (The Greeks Had a Word for Them) de Lowell Sherman ou Three Broadway Girls de Lowell Sherman : Polaire Quinn
- 1932 : Ici New York (Are You Listening?) de Harry Beaumont : Laura O'Neil
- 1932 : Fast Life de Sam Wood et Harry A. Pollard : Shirley Jameson
- 1932 : Le Bel Étudiant (Huddle) de Sam Wood : Rosalie Stone
- 1933 : Hallelujah I'm a Bum de Lewis Milestone
- 1933 : Conflits (Hell Below) de Jack Conway
- 1933 : Made on Broadway de Harry Beaumont
- 1933 : Les Invités de huit heures (Dinner at Eight) de George Cukor
- 1933 : The Nuisance de Jack Conway
- 1933 : The Mayor of Hell d'Archie Mayo et Michael Curtiz
- 1933 : Beauty for Sale de Richard Boleslawski
- 1933 : Day of Reckoning de Charles Brabin
- 1933 : Les Pantins (Broadway to Hollywood) de Willard Mack
- 1934 : The Show-Off de Charles Reisner
- 1934 : Grand Canary d'Irving Cummings
- 1934 : Les Amants fugitifs (Fugitive Lovers) de Richard Boleslawski
- 1934 : Paris Interlude d'Edwin L. Marin
- 1934 : Death on the Diamond d'Edward Sedgwick
- 1934 : Le Ministère des amusements (Stand Up and Cheer!) de Hamilton MacFadden
- 1934 : What Every Woman Knows de Gregory La Cava
- 1935 : Helldorado de James Cruze
- 1935 : Age of Indiscretion d'Edward Ludwig
- 1935 : David Copperfield (The Personal History, Adventures, Experience, & Observation of David Copperfield the Younger) de George Cukor

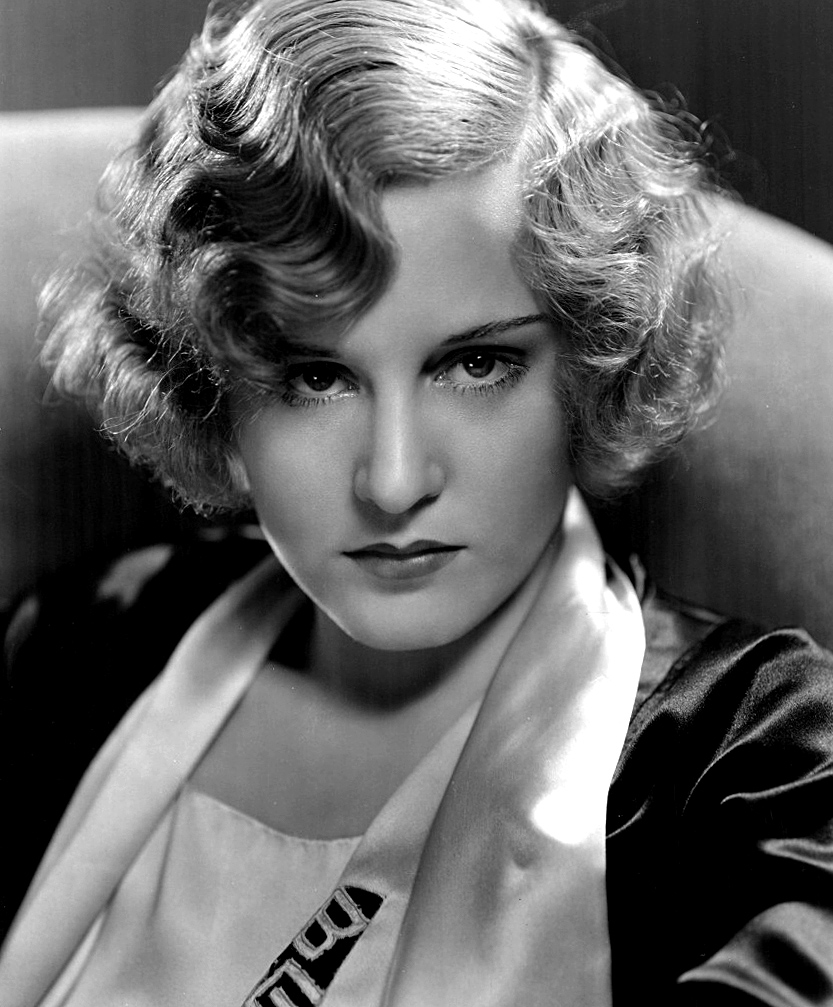
Madge Evans (vers 1935), photographie de plateau par Clarence Bull.

- 1935 : Calm Yourself de George B. Seitz
- 1935 : Le Tunnel (The Tunnel) de Maurice Elvey (film britannique)
- 1935 : Brigade spéciale (Men Without Names), de Ralph Murphy
- 1936 : Exclusive Story (en) de George B. Seitz
- 1936 : La Chanson à deux sous (Pennies from Heaven) de Norman Z. McLeod
- 1936 : Moonlight Murder d'Edwin L. Marin
- 1936 : Jim l'excentrique (Picadilly Jim) de Robert Z. Leonard
- 1937 : Espionnage de Kurt Neumann
- 1937 : La Treizième Chaise (The Thirteenth Chair) de George B. Seitz
- 1938 : Malfaiteurs au paradis (Sinners in Paradise) de James Whale
- 1938 : Army Girl de George Nichols Jr.

### À la télévision
- 1949-1950 : Série The Philco Television Playhouse, Saison 1, épisode 17 Orgueil et préjugés (Pride and Prejudice, 1949) de Fred Coe ; Saison 2, épisode 40 Raison et Sentiments (Sense and Sensibility) de Delbert Mann

## Théâtre
Pièces jouées à Broadway
- 1926-1927 : Daisy Mayme de (et mise en scène par) George Kelly, avec Josephine Hull, Alma Kruger
- 1927-1928 : The Marquise de Noël Coward, mise en scène par David Burton, avec Billie Burke, Arthur Byron, Reginald Owen, Dorothy Tree
- 1928 : Our Betters de William Somerset Maugham, avec Ina Claire, Constance Collier
- 1931 : Philip goes Forth de (et mise en scène par) George Kelly, avec Thurston Hall, Cora Witherspoon
- 1938-1939 : Here come the Clowns de Philip Barry, avec Russell Collins
- 1943 : The Patriots de Sidney Kingsley, avec Francis Compton, Hope Lange